# Automolis contrasta
Automolis contrasta là một loài bướm đêm thuộc phân họ Arctiinae, họ Erebidae.